# 滑液囊炎
滑液囊炎（英語：Bursitis）又稱滑囊炎、滑膜囊炎，是滑液囊（滑囊）的炎症。人體有超過150個滑液囊，常位於肌肉、肌腱、骨骼之間。健康的滑囊具有功能性的光滑表面，其滑動幾乎沒有摩擦力，使一般正常動作不會產生疼痛。 然而當發生滑囊炎時，仰賴滑囊協助的動作會變得困難且疼痛。 此外，肌腱和肌肉在發炎的滑囊上的動作會加劇其發炎，使病情不易好轉。肌肉也可能變僵硬。

## 症狀

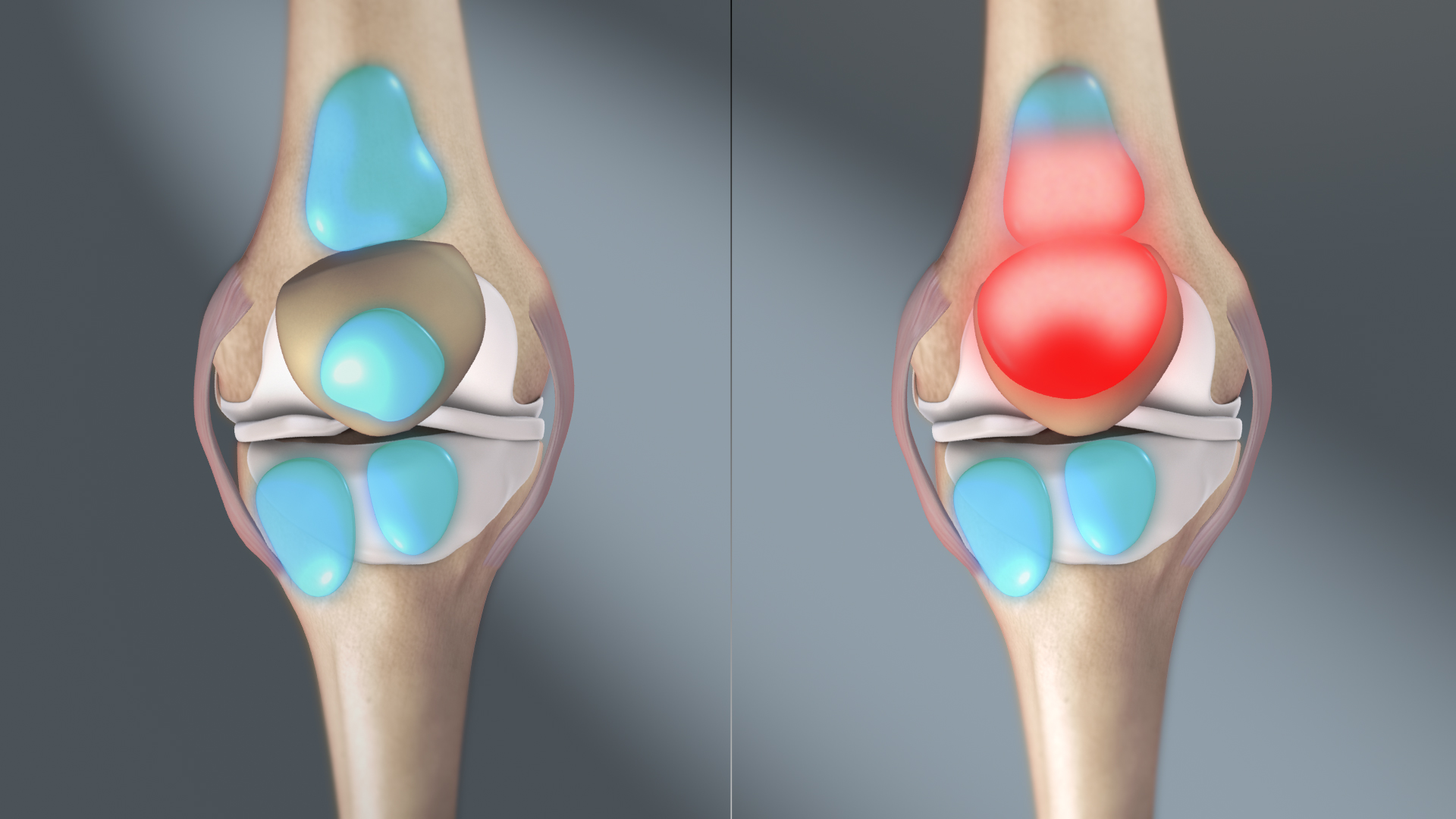
左膝的滑囊炎對照示意圖

滑囊炎通常發生於較表淺的滑囊，例如肩峰下滑囊炎、髕骨前滑囊炎、跟骨後滑囊炎、鵝足滑囊炎等位於肩、膝、足跟、小腿的滑囊。症狀可能從局部發熱和發紅到關節疼痛和僵硬，再到滑囊周圍的關節刺痛不等。也可能出現局部腫脹。在這種病況下，活動期間和活動後通常會加重疼痛，然後次日早晨滑囊和關節周圍變得僵硬。
滑囊炎也可能導致關節動作發出聲響，比如發生於肩關節的彈響肩胛症候群，這種疾病不一定會痛。

## 病因
可同時有多種病因。創傷、感染、自體免疫疾病、醫源性因素等均可引起滑囊炎。滑囊炎常見起因於重複性動作和局部壓力過大，好發於肩、肘、膝。其他炎性疾病也常引起滑囊炎，例如類風濕性關節炎、硬皮病、全身性紅斑狼瘡、痛風也可引起滑囊炎。免疫缺陷也會引起滑囊炎，包括人類免疫缺乏病毒和糖尿病。脊柱側彎不常引起肩滑囊炎，肩滑囊炎比較常見於肩關節和相關肌肉的過度使用。
創傷是滑囊炎的另一個病因。創傷如果改變滑囊的形狀或大小，可能與原本附近的骨骼與肌肉或肌腱不再搭配，當骨骼加壓於滑囊，可導致滑囊炎。有的滑囊炎原因不明，也可能與其他全身性慢性病有關。

## 診斷
最常見的滑囊炎包含有：
- 髕骨前滑囊炎（英语：Prepatellar bursitis）
- 髕骨下滑囊炎（英语：Infrapatellar bursitis）
- 大轉子滑囊炎（英语：Greater trochanteric pain syndrome），可引起髖外側疼痛。
- 鷹嘴突滑囊炎
- 肩峰下滑囊炎（英语：Subacromial bursitis），可引起肩痛，是最常見的滑囊炎[3]。
- 跟腱滑囊炎
- 跟骨後滑囊炎（英语：Retrocalcaneal bursitis）
- 坐骨滑囊炎（英语：Ischial bursitis）
- 髂腰肌滑囊炎（英语：Iliopsoas bursitis）
- 鵝足滑囊炎（英语：Pes anserine bursitis）

## 治療
區分滑囊炎是感染性或非感染性很重要。感染性病患可能周圍有蜂窩性組織炎或出現發燒等全身性症狀。應抽吸以排除感染。
非感染性滑囊炎可給予症狀治療，包含休息、冰敷、抬高患處、物理治療、消炎藥。由於滑囊炎是與鄰近結構摩擦增加引起的，因此不建議使用壓迫繃帶，壓迫會在關節周圍產生更多的摩擦。慢性滑囊炎可進行滑囊切除術和抽吸治療。感染的滑囊需要進一步評估和抗生素治療。類固醇也可以考慮使用。如果所有保守治療均失敗，則可能需要手術治療。滑囊切除術可採用內視鏡或開放手術。